# Ankuwa
Ankuwa fue una ciudad del noreste de Hattusa, cerca del país de los kaskas y en una zona poblada por estos, donde el rey hitita Urhi-Tesub pasó el invierno después de su segunda campaña (tercer año de reinado) en la que luchó contra los kaskas de Ishupitta, liderados por Pazzanna y Nunnuta, a quien derrotó en esta ciudad, y en Palhwisa (Palhwišša) y que finalmente fue capturado en Kammamma. 
El lugar actual que corresponde a la antigua Ankuwa genera cierta controversia. Para Ronald L. Gorny, sería Alişar Hüyük. M. Popko propone Eskiyapar, a 10 km al suroeste de Alaca Höyük.
Según Trevor Bryce, se hallaba a tres jornadas de camino de Hattusa, la capital del imperio hitita, cuyos reyes establecieron al final de la Edad del Bronce allí su residencia de invierno, en la que celebraban festivales religiosos.
En las siguientes tablillas hititas aparece el nombre de esta ciudad:
- KBo 10.24 reverso.
- KBo 30.155.
- KUB 20.25 + 10.78.

En varios textos se habla del karum de los mercaderes asirios establecidos en Ankuwa, como los hallados en la ciudad de Kültepe.